# واترویل، کبک
واترویل (به فرانسوی: Waterville) شهرکی در منطقه شهری کوتیکوک ناحیه استری در استان کبک کانادا است. در سرشماری سال ۲۰۱۱ این شهرک ۱٬۹۷۷ نفر جمعیت داشته‌است و مساحت آن ۴۴٫۵۳ کیلومتر مربع است.